# El Gafla
El Gafla est un groupe de musique composé de sept musiciens installés à Paris.
La musique d’El Gafla est un mélange de chaâbi, rock et de chanson française. Karim Chaya originaire de Kabylie chante en français, arabe et kabyle.
Ce groupe, qui a commencé à se produire dans les bars de quartier en 2002, commence aujourd’hui à se faire sa place dans le domaine avec notamment un duo avec Manu Chao sur l’album pA/Ris – casbah. Le 8 mars 2012 sort leur second album Salam à toi qui retrace le parcours d'immigré du chanteur Karim Chaya.

## Formation
- Karim Chaya : guitare, chant
- Kayou : saxophones
- Thibaut Guériaux : percussions
- Julien Pestre : guitare électrique
- Jean Rollet-Gérard : basse
- Simon Clavel : batterie
- Christophe Touzalin : trompette